# Międlenie
Międlenie – wstępna faza mechanicznej obróbki słomy roślin włóknistych (konopie, len) w celu pozyskania włókna. Ma ona na celu oddzielenie łyka od zdrewniałych części łodygi.

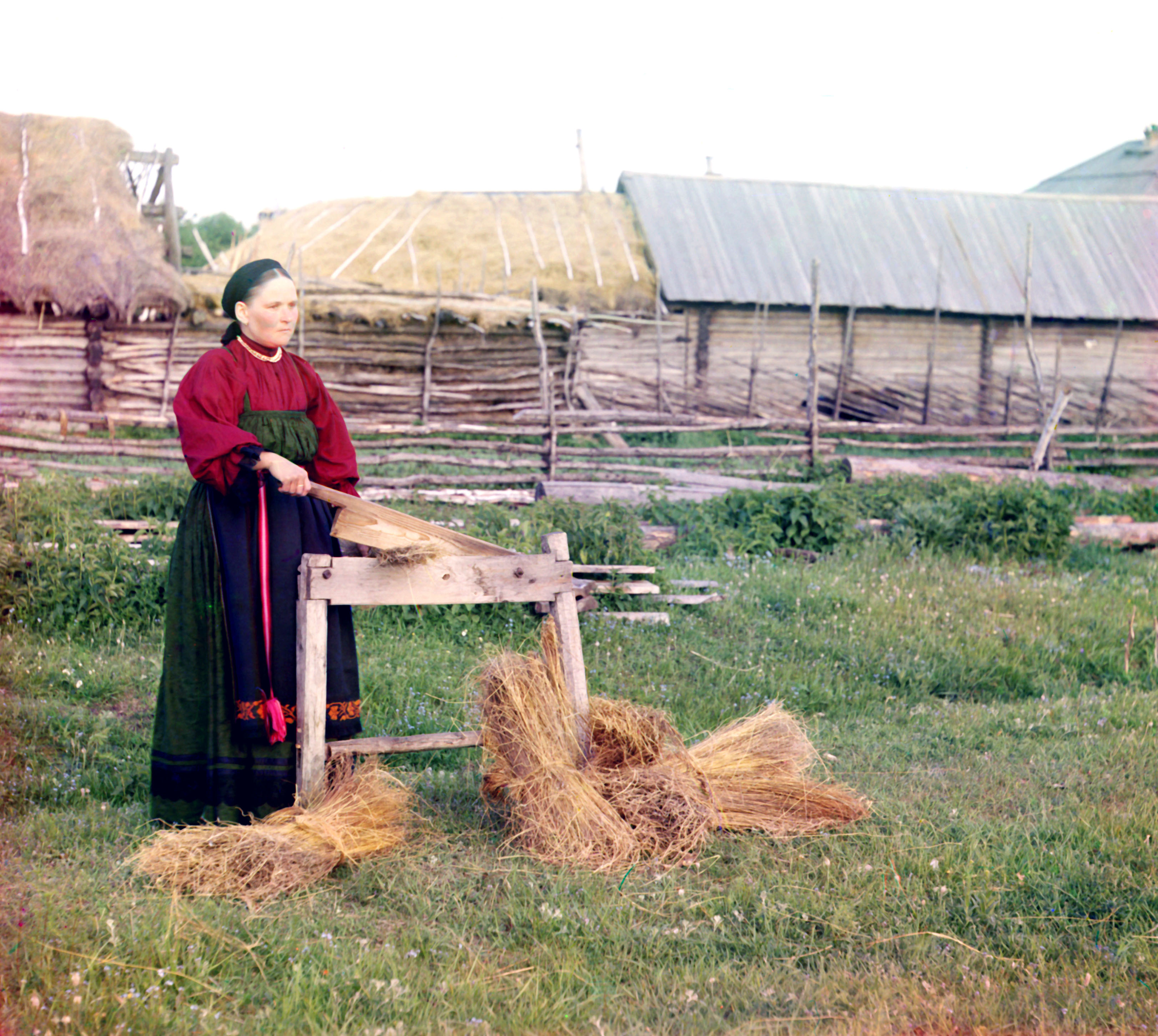
Ręczne międlenie lnu przy pomocy międlicy

Międlenie jest kolejną, po wcześniejszym poddaniu rośliny roszeniu i jej wysuszeniu, fazą w procesie pozyskiwania włókna. Słoma zostaje poddana obróbce poprzez gniecenie i łamanie łodyg w międlarkach. Międlarka jest pierwszą maszyną zespołu międląco-trzepiącego. Podczas tego procesu następuje połamanie drzewnika, częściowe oddzielenie łyka od części zdrewniałych (paździerzy). Ostateczne oczyszczenie włókna z paździerzy odbywa się na turbinach trzepiących. Międlenie to również proces ręcznego oczyszczania włókien łykowych.
W procesie międlenia uzyskuje się do 50% odpadów. Są to:
- paździerze – surowiec do produkcji płyt paździerzowych
- odpady roszarnicze – surowiec dla przemysłu papierniczego